# Ji Ha-yoon
Ji Ha-yoon (de nacimiento Ji Yoon-mi) es una actriz y modelo surcoreana.

## Filmografía

### Serie de televisión
| Año  | Título                   | Rol               | Red  |
| ---- | ------------------------ | ----------------- | ---- |
| 2015 | Who Are You: School 2015 | Ha-yoon           | KBS2 |
| 2015 | Twenty Again             | Min-ae            | tvN  |
| 2015 | Bubble Gum               | Lee Jin-ah (ep.1) | tvN  |
| 2016 | Come Back Mister         | Song Yi-yeon      | SBS  |

### Vídeos musicales
| Año  | Título de la canción | Artista        |
| ---- | -------------------- | -------------- |
| 2015 | "Time Forgets"       | Yoon Hyun-sang |
| 2015 | "Airplane"           | iKon           |